# نسبة ذهبية

شرائح الخط في النسبة الذهبية

المستطيل الذهبي ذو الضلع الطويل أ والجانب القصير ب المجاور لمربع بجوانب طولها أ ينتج عنه مستطيل ذهبي مشابه له ضلع طويل أ + ب وضلع قصير أ. هذا يوضح العلاقة

النسبة الذهبية (بالإنجليزية: Golden Ratio) في الرياضيات تتحقق عندما يكون مجموع عددين مقسوم على أكبرهما يساوي خارج قسمة أكبر العددين على أصغرهما، أي أنه توجد كميتان في النسبة الذهبية إذا كانت نسبتهما هي نفس نسبة مجموعهما إلى أكبر الكميتين. يوضح الشكل الموجود على اليمين العلاقة الهندسية. فإذا كان a أكبر من b فإن النسبة الذهبية جبرياً هي تحقق:
{\displaystyle {\frac {a+b}{a}}={\frac {a}{b}}\ {\stackrel {\text{def}}{=}}\ \varphi ,}
حيث الحرف اليوناني phi ({\displaystyle \varphi } أو {\displaystyle \phi }) يمثل النسبة الذهبية.  هو رقم غير نسبي يمثل حلًا للمعادلة التربيعية {\displaystyle x^{2}-x-1=0} بقيمة:
{\displaystyle \varphi ={\frac {1+{\sqrt {5}}}{2}}=1.6180339887\ldots .}
وهو ثابت رياضي معرف تبلغ قيمته 1.6180339887 تقريبا.
لو نُظر إلى مستطيلات مختلفة، لوُجد بعضها أجمل من الآخر. وفي معظم الأحيان تكون نسبة أبعاد هذه المستطيلات بعضها إلى بعض هي نفسها. وتسمى هذه المستطيلات «المستطيلات الذهبية» وخارج قسمة طولها على عرضها يسمى «الرقم الذهبي».

طريقة إنشاء المستطيل الذهبي. المربع مبين باللون الأحمر

فنجد أنه في المستطيل الذهبي نسبة الطول إلى العرض تساوي {\displaystyle \varphi }.
وجرت العادة أن يكتب الرقم الذهبي باعتماد الحرف الاغريقي Φ «يُنطق فاي أو في» أو رياضيا {\displaystyle \varphi }. وقد ظهرت هذه التسمية سنة 1914 وفاء لذكرى «فيدياس»، وهو نحّات قام بتزيين «البارثينون» في أثينا.
ويظهر الرقم الذهبي أيضا في أشكال هندسية أخرى منها خماسي الأضلاع المنتظم، وهو شكل هندسي ذو خمس أضلاع محتوى في دائرة، وأضلاعه وزواياه كلها متقايسة. وفي هذا الشكل يمثل خارج قسمة القطر على أحد الأضلاع الرقم الذهبي وهو عرضة للتشكيك في كثير من الأحيان من حيث أن أرقام مشابهة تكون موجودة ويتم الترويج إلى أن الرقم موجود بذاته أو أن الرقم لا يكون موجوداً في حالات كثيرة ويُدعى أنه موجود.
تسمى النسبة الذهبية أيضًا بالمتوسط الذهبي أو القسم الذهبي (لاتيني: مقطع aurea).   وتشمل أسماء أخرى متطرفة ونسبة متوسط،  قسم وسطي، نسبة الإلهية (اللاتينية: الإلهية proportio)، القسم الإلهي (اللاتينية: الإلهية التقطيعة)، نسبة الذهبية، وقطع ذهبية،  ورقم ذهبي.
درس علماء الرياضيات منذ إقليدس خصائص النسبة الذهبية، بما في ذلك مظهرها في أبعاد البنتاغون العادي وفي المستطيل الذهبي، والتي يمكن تقطيعها إلى مربع ومستطيل أصغر بنفس نسبة العرض إلى الارتفاع. تم استخدام النسبة الذهبية أيضًا لتحليل نسب الأشياء الطبيعية وكذلك الأنظمة التي من صنع الإنسان مثل الأسواق المالية، في بعض الحالات بناءً على نوبات مشكوك فيها للبيانات. تظهر النسبة الذهبية في بعض الأنماط في الطبيعة، بما في ذلك الترتيب الحلزوني للأوراق وأجزاء النبات الأخرى.
قام بعض الفنانين والمهندسين المعماريين في القرن العشرين، بما في ذلك لو كوربوزييه وسلفادور دالي، بتناسب أعمالهم لتقريب النسبة الذهبية، معتقدين أن هذا ممتع من الناحية الجمالية. غالبًا ما تظهر هذه في شكل مستطيل ذهبي، حيث تكون نسبة الجانب الأطول إلى الأقصر هي النسبة الذهبية.

## عملية حسابية
يُقال إن الكميتين أ و ب في النسبة الذهبية φ إذا
{\displaystyle {\frac {a+b}{a}}={\frac {a}{b}}=\varphi .}
إحدى طرق إيجاد قيمة φ هي البدء بالكسر الأيسر. من خلال تبسيط الكسر والتعويض في ب / أ = 1 / φ،
{\displaystyle {\frac {a+b}{a}}={\frac {a}{a}}+{\frac {b}{a}}=1+{\frac {b}{a}}=1+{\frac {1}{\varphi }}.}
وبالتالي،
{\displaystyle 1+{\frac {1}{\varphi }}=\varphi .}
الضرب في φ يعطي
{\displaystyle \varphi +1=\varphi ^{2}}
الذي يمكن إعادة ترتيبه إلى
{\displaystyle {\varphi }^{2}-\varphi -1=0.}
باستخدام الصيغة التربيعية، يتم الحصول على حلين:
{\displaystyle {\frac {1+{\sqrt {5}}}{2}}=1.618\,033\,988\,7\dots } و {\displaystyle {\frac {1-{\sqrt {5}}}{2}}=-0.618\,033\,988\,7\dots }
لأن φ هي النسبة بين الكميات الموجبة، φ موجبة بالضرورة:
{\displaystyle \varphi ={\frac {1+{\sqrt {5}}}{2}}=1.61803\,39887\dots } 

## التاريخ

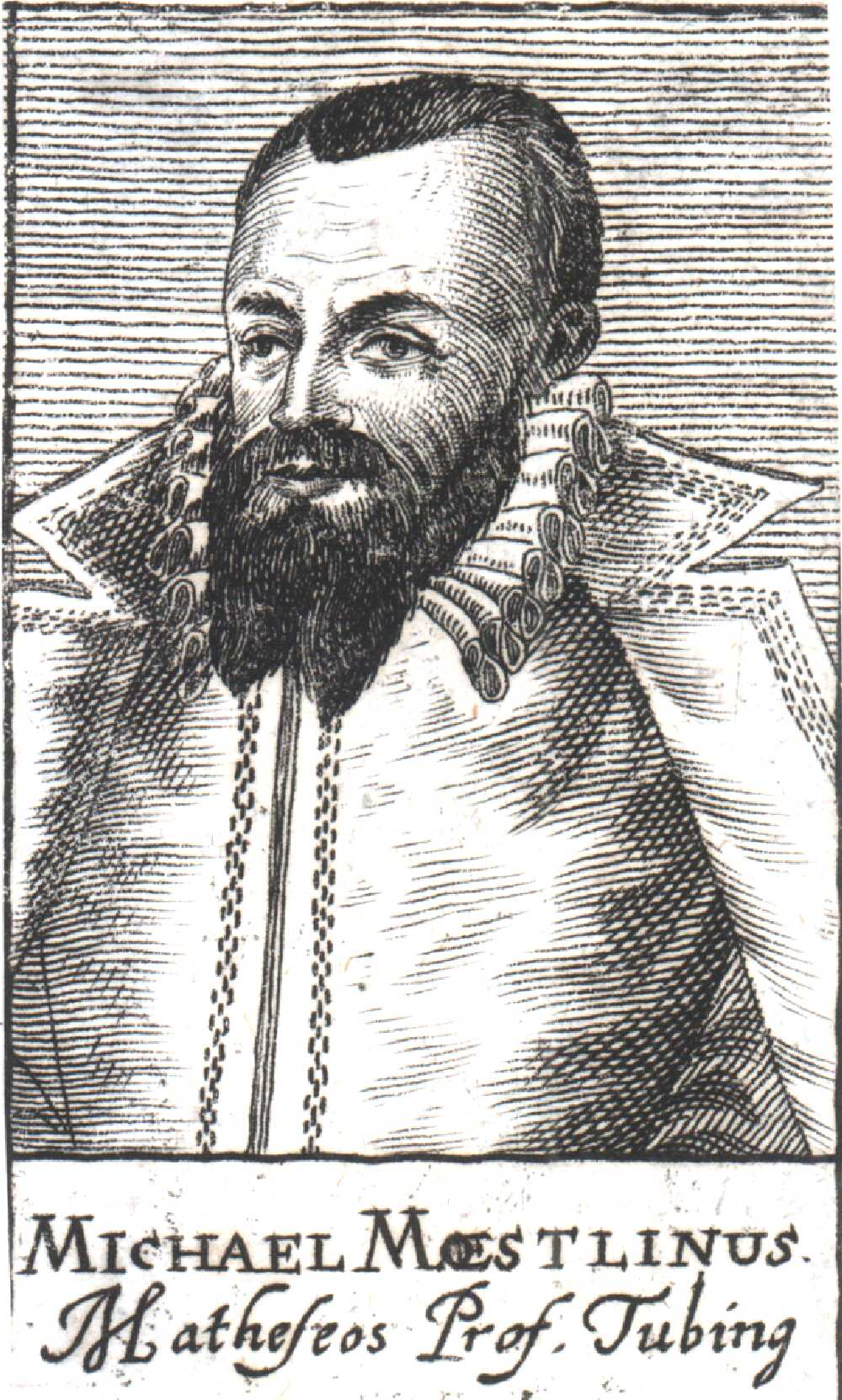
مايكل مايستلين، أول من كتب التقريب العشري للنسبة الذهبية.

بعض من أعظم العقول الرياضية من جميع الأعمار، مثل فيثاغورس وإقليدس في اليونان القديمة، عبر عالم الرياضيات الإيطالي في العصور الوسطى ليوناردو فيبوناتشي وعالم فلك عصر النهضة يوهانس كيبلر، إلى الشخصيات العلمية الحالية مثل فيزيائي أكسفورد روجر بنروز، قضوا ساعات طويلة على هذه النسبة البسيطة وخصائصها. ... لقد فكر علماء الأحياء، والفنانون، والموسيقيون، والمؤرخون، والمهندسون المعماريون، وعلماء النفس، وحتى الصوفيون، وناقشوا أسس انتشارها وجاذبيتها. في الواقع، ربما يكون من العدل أن نقول إن النسبة الذهبية ألهمت المفكرين من جميع التخصصات مثل أي رقم آخر في تاريخ الرياضيات.
وفقًا لماريو ليفيو، درس علماء الرياضيات اليونانيون القدماء لأول مرة ما نسميه الآن النسبة الذهبية، بسبب ظهورها المتكرر في الهندسة.  تقسيم الخط إلى «نسبة متطرفة ومتوسطة» (القسم الذهبي) مهم في هندسة الخماسيات والخماسيات المنتظمة.  وفقًا لقصة واحدة، اكتشف عالم الرياضيات هيباسوس من القرن الخامس قبل الميلاد أن النسبة الذهبية لم تكن عددًا صحيحًا ولا جزءًا (عددًا غير نسبي)، مما أثار دهشة الفيثاغورس.  عناصر إقليدس (c. 300 BC) تقدم العديد من الافتراضات وإثباتاتها باستخدام النسبة الذهبية،   وتحتوي على أول تعريف معروف لها والذي يستمر على النحو التالي:
تمت دراسة النسبة الذهبية محيطيًا خلال الألفية التالية. استخدمها أبو كامل (حوالي 850-930) في حساباته الهندسية للخماسيات والعشاري. أثرت كتاباته على كتابات فيبوناتشي (ليوناردو بيزا) (1170-1250)، الذي استخدم النسبة في مسائل الهندسة ذات الصلة، على الرغم من عدم ربطها مطلقًا بسلسلة الأرقام التي سميت باسمه. 
أطلق لوكا باسيولي على كتابه نسبة Divina (1509) بعد النسبة، واستكشف خصائصه بما في ذلك ظهوره في بعض المواد الصلبة الأفلاطونية.  أطلق ليوناردو دافنشي، الذي رسم الكتاب المذكور أعلاه، على نسبة المقطع aurea («القسم الذهبي»). حل علماء الرياضيات في القرن السادس عشر مثل رافائيل بومبيلي المسائل الهندسية باستخدام النسبة. 
.}}
لاحظ عالم الرياضيات الألماني سيمون جاكوب (المتوفى 1564) أن أرقام فيبوناتشي المتتالية تتقارب مع النسبة الذهبية. أعاد يوهانس كيبلر اكتشاف هذا في عام 1608. تم ذكر أول تقريب معروف نظام عد عشري للنسبة الذهبية (العكسية) على أنه «حوالي 0.6180340» في عام 1597 بواسطة مايكل مايستلين من جامعة توبنغن في رسالة إلى كيبلر، طالبه السابق. في نفس العام، كتب كبلر إلى مايستلين عن مثلث كيبلر، والذي يجمع النسبة الذهبية مع مبرهنة فيثاغورس. قال كبلر عن هؤلاء:
استخدم علماء الرياضيات في القرن الثامن عشر أبراهام دي موفر ودانييل برنولي وليونهارد أويلر صيغة قائمة على النسبة الذهبية والتي تجد قيمة رقم فيبوناتشي بناءً على موضعه في التسلسل؛ في عام 1843، تم اكتشاف هذا بواسطة جاك فيليب ماري بينيه، الذي أطلق عليه اسم «صيغة بينيه». استخدم مارتن أوم لأول مرة المصطلح الألماني goldener Schnitt («القسم الذهبي») لوصف النسبة في عام 1835. استخدم جيمس سولي المصطلح الإنجليزي المكافئ في عام 1875.
بحلول عام 1910، بدأ عالم الرياضيات مارك بار في استخدام الحرف اليوناني فاي (φ) كرمز للنسبة الذهبية.  تم تمثيله أيضًا بواسطة tau (τ)، الحرف الأول من اليونانية القديمة τομή («قص» أو «قسم»).  
بين عامي 1973 و1974، طور روجر بنروز تبليط بنروز، وهو نمط مرتبط بالنسبة الذهبية في كل من نسبة مساحات بلاطيتيها المعينية وترددها النسبي داخل النموذج. أدى هذا إلى اكتشاف دان شيختمان في أوائل ثمانينيات القرن الماضي لأشباه البلورات،  والتي يُظهر بعضها تناظر إيكوساهدرا.  

## التطبيقات والملاحظات

### هندسة معمارية

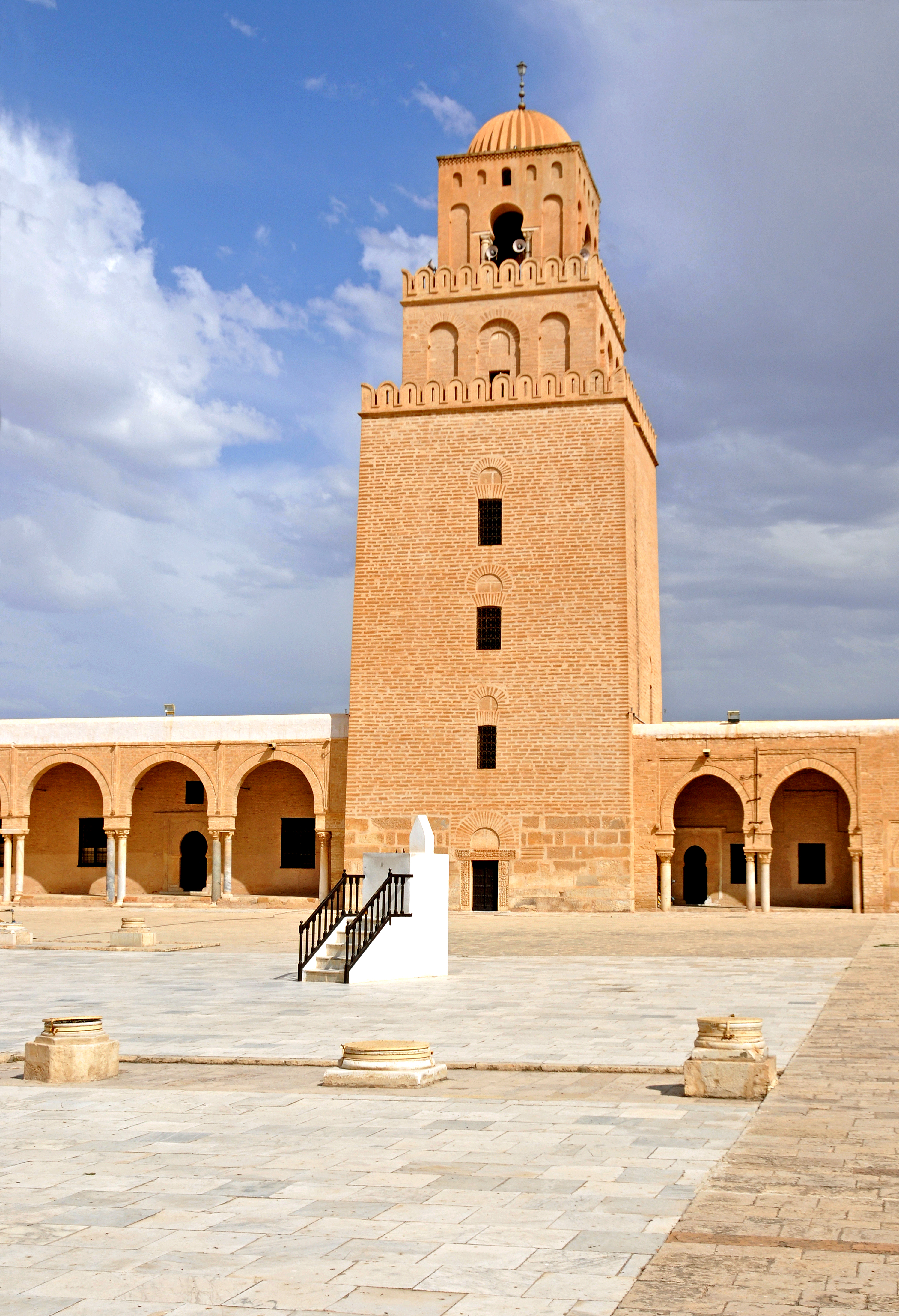
المئذنة كما تُرى من باحة الجامع الكبير بالقيروان

كشف تحليل هندسي أجري عام 2004 لبحث سابق في الجامع الكبير بالقيروان (670) عن تطبيق النسبة الذهبية في كثير من التصميم. ووجدوا نسبًا قريبة من النسبة الذهبية في الشكل العام وفي أبعاد مكان الصلاة والفناء والمئذنة. ومع ذلك، فإن المناطق ذات النسب القريبة من النسبة الذهبية لم تكن جزءًا من الخطة الأصلية، ومن المحتمل أنها تمت إضافتها في إعادة الإعمار.
تم التكهن باستخدام النسبة الذهبية من قبل مصممي ساحة نقش جهان (1629) ومسجد لطف الله المجاور.
ركز المهندس المعماري السويسري لو كوربوزييه، المشهور بإسهاماته في الأسلوب الدولي الحديث، فلسفته في التصميم على أنظمة التناغم والتناسب. ارتبط إيمان لو كوربوزييه بالترتيب الرياضي للكون ارتباطًا وثيقًا بالنسبة الذهبية وسلسلة فيبوناتشي، التي وصفها بأنها «إيقاعات واضحة للعين وواضحة في علاقاتها مع بعضها البعض. وهذه الإيقاعات هي أصل الأنشطة البشرية. إنهم يترددون في الإنسان بحتمية عضوية، نفس الحتمية الدقيقة التي تسبب اقتفاء أثر القسم الذهبي من قبل الأطفال والشيوخ والمتوحشين والمتعلمين.» 
استخدم لو كوربوزييه صراحة النسبة الذهبية في نظام المودولور الخاص به لمقياس النسبة المعمارية. لقد رأى هذا النظام باعتباره استمرارًا للتقليد الطويل لفيتروفيوس، و «فيتروفيان مان» لليوناردو دافنشي، وعمل ليون باتيستا ألبيرتي، وغيرهم ممن استخدموا نسب جسم الإنسان لتحسين مظهر ووظيفة العمارة.
بالإضافة إلى النسبة الذهبية، بنى لو كوربوزييه النظام على القياسات البشرية وأرقام فيبوناتشي والوحدة المزدوجة. لقد أخذ اقتراح النسبة الذهبية في النسب البشرية إلى أقصى الحدود: لقد قسّم نموذجه لجسم الإنسان عند السرة مع قسمين في نسبة ذهبية، ثم قسّم هذه المقاطع بنسبة ذهبية عند الركبتين والحلق؛ استخدم نسب النسبة الذهبية هذه في نظام المودولور. مثال على فيلا شتاين لو كوربوزييه عام 1927 في Garches تطبيق نظام المودولور. المخطط الأرضي المستطيل للفيلا والارتفاع والبنية الداخلية قريبة من المستطيلات الذهبية.
أسس مهندس معماري سويسري آخر، ماريو بوتا، العديد من تصميماته على أشكال هندسية. تتكون العديد من المنازل الخاصة التي صممها في سويسرا من مربعات ودوائر ومكعبات وأسطوانات. في المنزل الذي صممه في اوريجليو، النسبة الذهبية هي النسبة بين القسم المركزي والأقسام الجانبية للمنزل.

### فن

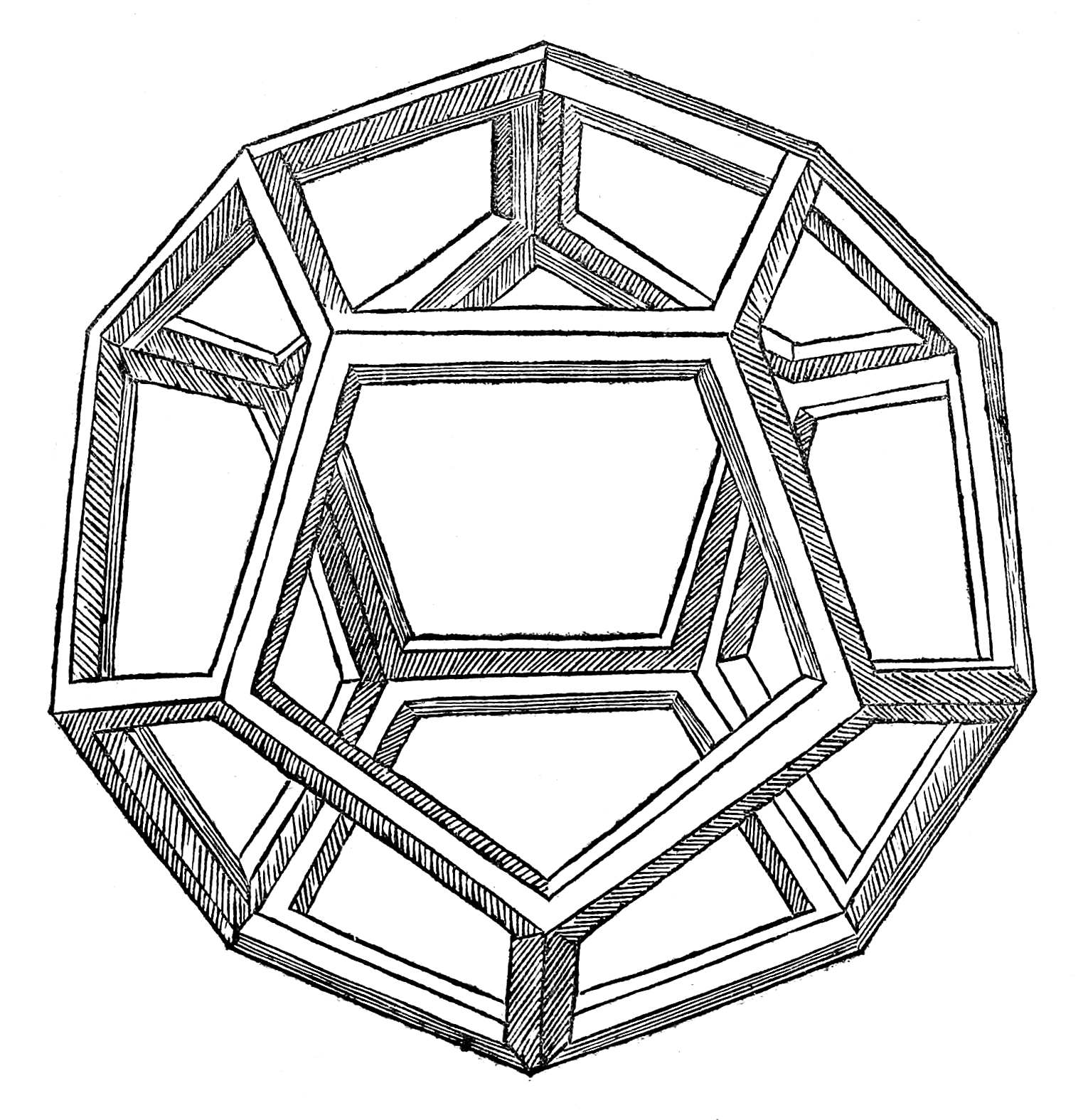
رسم ليوناردو للعنصر ثنائي الوجوه من Pacioli 's Divina ratioe (1509)

تم نشر Divina نسبة (النسبة الإلهية)، وهو عمل مكون من ثلاثة مجلدات بواسطة لوكا باتشولي، في عام 1509. كان الراهب الفرنسيسكاني باسيولي معروفًا في الغالب بكونه عالم رياضيات، لكنه أيضًا كان مدربًا ومهتمًا للغاية بالفن. استكشفت Divina ratioe رياضيات النسبة الذهبية. على الرغم من أنه كثيرًا ما يُقال إن باسيولي دعا إلى تطبيق النسبة الذهبية لإعطاء نسب متناغمة ومرضية، إلا أن ليفيو يشير إلى أن التفسير قد تم تتبعه إلى خطأ في عام 1799، وأن باسيولي قد دافع بالفعل عن نظام فيتروفيان للنسب العقلانية.  رأى باسيولي أيضًا أهمية دينية كاثوليكية في النسبة، مما أدى إلى عنوان عمله.
أدت الرسوم التوضيحية لليوناردو دافنشي عن متعدد السطوح في Divina ratioe  إلى التكهن بأنه قد أدرج النسبة الذهبية في لوحاته. لكن الإيحاء بأن لوحة الموناليزا الخاصة به، على سبيل المثال، تستخدم نسب النسبة الذهبية، لا تدعمها كتابات ليوناردو. وبالمثل، على الرغم من أن الرجل فيتروفيان يظهر غالبًا فيما يتعلق بالنسبة الذهبية، إلا أن نسب الشكل لا تتطابق معها في الواقع، ويذكر النص فقط نسب الأعداد الصحيحة.
استخدم سلفادور دالي، متأثرًا بأعمال ماتيلا غيكا،  بوضوح النسبة الذهبية في تحفته، سر العشاء الأخير. أبعاد اللوحة عبارة عن مستطيل ذهبي. يتدلى من اثنا عشر وجهًا ضخمًا، في المنظور بحيث تظهر الحواف بنسبة ذهبية لبعضها البعض، فوق وخلف يسوع ويسيطر على التكوين.
وجدت دراسة إحصائية أجريت عام 1999 على 565 عملاً فنياً لرسامين عظماء مختلفين أن هؤلاء الفنانين لم يستخدموا النسبة الذهبية في حجم لوحاتهم. وخلصت الدراسة إلى أن متوسط نسبة جانبي اللوحات المدروسة 1.34 بمتوسطات للفنانين الفرديين تتراوح من 1.04 (جويا) إلى 1.46 (بيليني). من ناحية أخرى، أدرج Pablo Tosto أكثر من 350 عملاً لفنانين مشهورين، بما في ذلك أكثر من 100 من اللوحات ذات المستطيل الذهبي ونسب الجذر 5، وأخرى بنسب مثل root-2 و 3 و 4 و 6.

تصوير النسب في مخطوطة من العصور الوسطى. وفقًا لـ Jan Tschichold : «نسبة الصفحة 2: 3. نسب الهامش 1: 1: 2: 3. تتناسب منطقة النص في القسم الذهبي».

### الكتب والتصميم
وفقًا لـ جان تشيتشولد، كان هناك وقت كانت فيه الانحرافات عن نسب الصفحات الجميلة حقًا 2: 3، 1: 3، والقسم الذهبي كانت نادرة. تظهر العديد من الكتب التي تم إنتاجها بين عامي 1550 و 1770 هذه النسب بالضبط، في حدود نصف ملليمتر.
ووفقًا لبعض المصادر، يتم استخدام النسبة الذهبية في التصميم اليومي، على سبيل المثال في نسب أوراق اللعب، والبطاقات البريدية، والملصقات، ولوحات الإضاءة، وأجهزة التلفزيون ذات الشاشة العريضة.  

### موسيقى
يحلل ارني ليندفاي أعمال Béla Bartók على أنها تستند إلى نظامين متعارضين، نظام النسبة الذهبية والمقياس الصوتي،  الرغم من رفض علماء الموسيقى الآخرين لهذا التحليل.  استخدم الملحن الفرنسي إريك ساتي النسبة الذهبية في العديد من مقطوعاته، بما في ذلك Sonneries de la Rose + Croix . تظهر النسبة الذهبية أيضًا في تنظيم المقاطع في موسيقى Reflets dans l'eau (انعكاسات في الماء) لديبوسي، من الصور (السلسلة الأولى، 1905)، حيث «يتم تمييز تسلسل المفاتيح بواسطة الفترات 34 و 21 و 13 و 8، والذروة الرئيسية تجلس في موقع فاي».
لاحظ عالم الموسيقى روي هوات أن الحدود الرسمية لـ لا مير (ديبوسي) تتوافق تمامًا مع القسم الذهبي. يجد Trezise أن الدليل الجوهري «رائع»، لكنه يحذر من أنه لا يوجد دليل مكتوب أو معلن يشير إلى أن ديبوسي سعى بوعي إلى مثل هذه النسب.
تضع براميل اللؤلؤ فتحات التهوية في طرازات Masters Premium بناءً على النسبة الذهبية. تدعي الشركة أن هذا الترتيب يحسن استجابة الجهير وقد تقدمت بطلب للحصول على براءة اختراع لهذا الابتكار.
على الرغم من أن هاينز بوهلين اقترح مقياس 833 سنتًا غير مكرر للأوكتاف استنادًا إلى النغمات المركبة، فإن الضبط يتميز بالعلاقات القائمة على النسبة الذهبية. كفترة موسيقية، النسبة 1.618 ... هي 833.090 ... سنتًا (</img> ).

### طبيعة

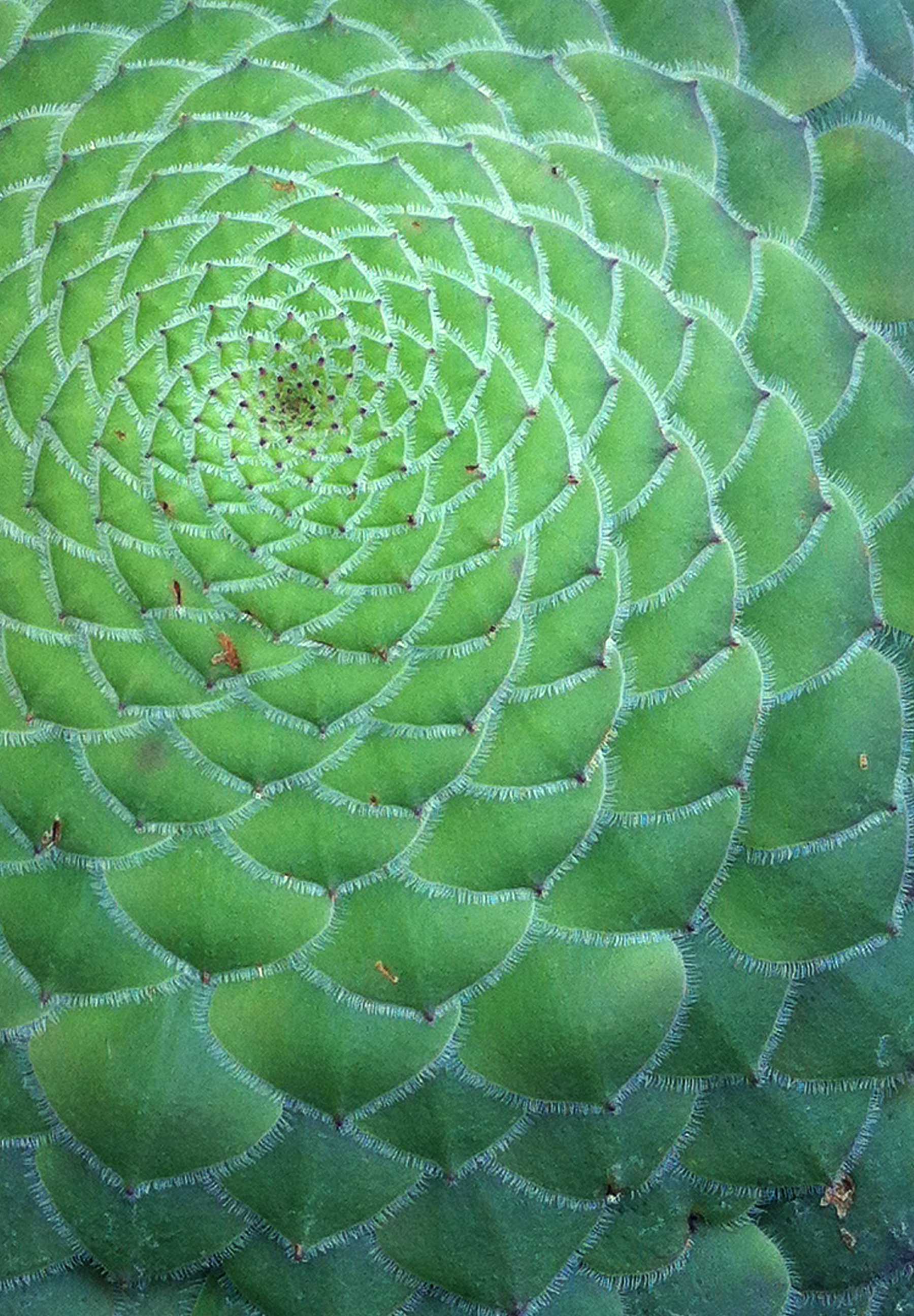
تفاصيل نبات الصحن، Aeonium tabuliforme، يُظهر الترتيب اللولبي المتعدد (parastichy)

كتب يوهانس كيبلر أن «صورة الرجل والمرأة تنبع من النسبة الإلهية. في رأيي، تكاثر النباتات والأفعال التكاثرية للحيوانات في نفس النسبة». 
لاحظ عالم النفس أدولف زيزينج أن النسبة الذهبية ظهرت في phyllotaxis وجادل من هذه الأنماط في الطبيعة أن النسبة الذهبية هي قانون عالمي. كتب زيزينج في عام 1854 عن قانون تقويم العظام الشامل «للسعي من أجل الجمال والاكتمال في مجالات الطبيعة والفن».
في عام 2010، ذكرت مجلة Science أن النسبة الذهبية موجودة على المقياس الذري في الرنين المغناطيسي للسبينات في بلورات الكوبالت النيوبيتية.
ومع ذلك، فقد جادل البعض بأن العديد من المظاهر الواضحة للنسبة الذهبية في الطبيعة، خاصة فيما يتعلق بأبعاد الحيوانات، وهمية.

### تحسين
النسبة الذهبية هي مفتاح البحث في golden-section (المقطع الذهبي).

## الرياضيات

### اللاعقلانية
النسبة الذهبية هي رقم غير نسبي. فيما يلي دليلان قصيران على اللاعقلانية:

#### تناقض من تعبير بأدنى حد
تذكر أن:
الكل هو الجزء الأطول بالإضافة إلى الجزء الأقصر؛
الكل هو الجزء الأطول حيث أن الجزء الأطول هو الجزء الأقصر.
إذا استدعينا n بالكامل والجزء الأطول m، فإن العبارة الثانية أعلاه تصبح
n هو m كما m هو n − m
أو جبريًا
{\displaystyle {\frac {n}{m}}={\frac {m}{n-m}}.\qquad (*)}
إن القول بأن النسبة الذهبية φ منطقية يعني أن φ كسر n / m حيث n و m عددان صحيحان. قد نأخذ n / m في أدنى حد و n و m موجبين. ولكن إذا كانت n / m بأدنى حد، فإن الهوية المسمى (*) أعلاه تقول m / (n - م) بعبارات أقل. هذا تناقض يتبع من افتراض أن φ عقلاني.
بواسطة اللاعقلانية √5
دليل قصير آخر - ربما يكون أكثر شيوعًا - على لاعقلانية النسبة الذهبية يستخدم إغلاق الأعداد المنطقية تحت عمليات الجمع والضرب. إذا {\displaystyle \textstyle {\frac {1+{\sqrt {5}}}{2}}} عقلاني، إذن {\displaystyle \textstyle 2\left({\frac {1+{\sqrt {5}}}{2}}\right)-1={\sqrt {5}}} هو أيضًا عقلاني، وهو تناقض إذا كان معروفًا بالفعل أن الجذر التربيعي لعدد طبيعي غير مربع هو غير منطقي.

### كثير الحدود الصغرى
النسبة الذهبية هي أيضًا رقم جبري وحتى عدد صحيح جبري، حيث لديها الحد الأدنى متعدد الحدود (نظرية المجال)
{\displaystyle x^{2}-x-1.}
بالحصول على الدرجة 2، فإن كثير الحدود هذا له في الواقع جذران، والآخر هو اقتران النسبة الذهبية.

### اقتران النسبة الذهبية
الجذر المترافق مع الحد الأدنى من كثير الحدود x 2 - x - 1 هو
{\displaystyle -{\frac {1}{\varphi }}=1-\varphi ={\frac {1-{\sqrt {5}}}{2}}=-0.61803\,39887\dots .}
تتوافق القيمة المطلقة لهذه الكمية (≈ 0.618) مع نسبة الطول المأخوذة بترتيب عكسي (طول مقطع أقصر على طول مقطع أطول، ب / أ)، ويشار إليها أحيانًا باسم النسبة الذهبية المترافقة  أو نسبة الفضة .   يُشار إليه هنا بالحرف Phi ({\displaystyle \Phi }):
{\displaystyle \Phi ={1 \over \varphi }=\varphi ^{-1}=0.61803\,39887\ldots .}
بدلا من ذلك، {\displaystyle \Phi } يمكن التعبير عنها كـ
{\displaystyle \Phi =\varphi -1=1.61803\,39887\ldots -1=0.61803\,39887\ldots .}
يوضح هذا الخاصية الفريدة للنسبة الذهبية بين الأرقام الموجبة، أي
{\displaystyle {1 \over \varphi }=\varphi -1,}
أو معكوسه:
{\displaystyle {1 \over \Phi }=\Phi +1.}
هذا يعني 0.61803 ...: 1 = 1: 1.61803. . . .

### أشكال بديلة
صيغة φ = 1 + 1 / φ يمكن توسيعها بشكل متكرر للحصول على جزء المستمر للالنسبة الذهبية:
{\displaystyle \varphi =[1;1,1,1,\dots ]=1+{\cfrac {1}{1+{\cfrac {1}{1+{\cfrac {1}{1+\ddots }}}}}}}
ومتبادله:
{\displaystyle \varphi ^{-1}=[0;1,1,1,\dots ]=0+{\cfrac {1}{1+{\cfrac {1}{1+{\cfrac {1}{1+\ddots }}}}}}}

تقاربات هذه الكسور المستمرة (1/1، 2/1، 3/2، 5/3، 8/5، 13/8... أو 1/1، 1/2، 2/3، 3 / 5، 5/8، 8/13...) هي نسب لأرقام فيبوناتشي المتتالية.
φ المعادلة 2 = 1 + φ تنتج أيضا من استمرار الجذر التربيعي :
{\displaystyle \varphi ={\sqrt {1+{\sqrt {1+{\sqrt {1+{\sqrt {1+\cdots }}}}}}}}.}
يمكن اشتقاق سلسلة لا نهائية للتعبير عن φ :
{\displaystyle \varphi ={\frac {13}{8}}+\sum _{n=0}^{\infty }{\frac {(-1)^{n+1}(2n+1)!}{4^{2n+3}n!(n+2)!}}.} أيضا:
{\displaystyle \varphi =1+2\sin(\pi /10)=1+2\sin 18^{\circ }}
{\displaystyle \varphi ={1 \over 2}\csc(\pi /10)={1 \over 2}\csc 18^{\circ }}
{\displaystyle \varphi =2\cos(\pi /5)=2\cos 36^{\circ }}
{\displaystyle \varphi =2\sin(3\pi /10)=2\sin 54^{\circ }.}
تتوافق هذه مع حقيقة أن طول قطر الخماسي المنتظم يساوي φ ضعف طول ضلعها، وعلاقات مماثلة في الخماسي.

### الهندسة
φ عدد حتى تتحول في كثير من الأحيان في الهندسة، ولا سيما في الأرقام مع خماسية التماثل. طول القطر المنتظم للخماسي يساوي φ ضلعها. رؤوس الأشكال العشرية الوجوه المنتظمة هي تلك الموجودة في ثلاثة مستطيلات ذهبية متعامدة بشكل متبادل.
لا توجد خوارزمية عامة معروفة لترتيب عدد معين من العقد بالتساوي على كرة، لأي تعريف من عدة تعريفات للتوزيع الزوجي (انظر، على سبيل المثال، مشكلة طومسون). ومع ذلك، ينتج تقريب مفيد من تقسيم الكرة إلى نطاقات متوازية ذات مساحة سطح متساوية ووضع عقدة واحدة في كل نطاق على خطوط طول متباعدة بقسم ذهبي من الدائرة، أي 360 درجة / φ ≅ 222.5 درجة. تم استخدام هذه الطريقة لترتيب 1500 مرآة للقمر الصناعي التشاركي الطلابي Starshine-3.

#### قسمة قطعة خطية على تقسيم داخلي
1. باستخدام قطعة مستقيمة AB، أنشئ BC عموديًا عند النقطة B، بحيث يكون BC نصف طول AB. ارسم الوتر AC.
2. ارسم قوسًا بمركزه C ونصف قطره BC. يتقاطع هذا القوس مع الوتر AC عند النقطة D.
3. ارسم قوسًا بمركزه A ونصف قطره AD. يتقاطع هذا القوس مع مقطع الخط الأصلي AB عند النقطة S. تقسم النقطة S مقطع الخط الأصلي AB إلى مقاطع خطية AS و SB بأطوال في النسبة الذهبية.

#### قسمة قطعة خطية على تقسيم خارجي
1. ارسم مقطعًا مستقيًا AS وقم بتكوين الجزء S من النقطة SC عموديًا على AS وبنفس طول AS.
2. قم بتقسيم المقطع المستقيم AS مع M.
3. يتقاطع قوس دائري حول M بنصف قطر MC في النقطة B على الخط المستقيم عبر النقطتين A و S (المعروف أيضًا باسم امتداد AS). نسبة AS إلى الجزء المشيد SB هي النسبة الذهبية.

يمكنك أن ترى أمثلة تطبيقية في مقالات البنتاغون بطول ضلع معين، عشري مع دائرة معينة وعشر عشر مع طول ضلع معين.
تنتج كل من الخوارزميات المختلفة المعروضة أعلاه إنشاءات هندسية تحدد جزأين من الخط المحاذي حيث تكون نسبة الجزء الأطول إلى الأقصر هي النسبة الذهبية.

#### المثلث الذهبي
يمكن وصف المثلث الذهبي بأنه مثلث متساوي الساقين ABC مع خاصية تقطيع الزاوية C إلى نصفين ينتج عنها مثلث جديد CXB وهو مثلث مماثل للمثلث الأصلي.
إذا كانت الزاوية BCX = α، فإن XCA = α بسبب التقسيم، و CAB = α بسبب المثلثات المتشابهة ؛ ABC = 2α من التناظر الأصلي متساوي الساقين، و BXC = 2α بالتشابه. مجموع زوايا المثلث 180 درجة، لذا 5α = 180، مما يعطي α = 36 °. وبالتالي فإن زوايا المثلث الذهبي هي 36 درجة -72 درجة -72 درجة. زوايا المثلث المتساوي الساقين المتبقي AXC (تسمى أحيانًا العقرب الذهبي) هي 36 درجة -36 درجة -108 درجة.
لنفترض أن XB له طول 1، φ BC length. بسبب المثلثات متساوية الساقين XC = XA و BC = XC، فهذه أيضًا هي الطول φ. طول التيار المتردد = إذن AB يساوي φ + 1. لكن المثلث ABC مشابه للمثلث CXB، لذا AC / BC = BC / BX، AC / φ = φ / 1، وبالتالي فإن AC تساوي φ 2 أيضًا. وهكذا φ 2 = φ + 1، مما يؤكد أن φ هي بالفعل النسبة الذهبية.
وبالمثل، فإن نسبة مساحة المثلث الأكبر AXC إلى CXB الأصغر تساوي φ، بينما تكون النسبة العكسية φ - 1.

#### خماسي الاضلاع
في البنتاغون العادي، تكون نسبة القطر إلى الضلع هي النسبة الذهبية، بينما يتقاطع قسم الأقطار مع بعضها البعض في النسبة الذهبية.

#### بناء أودوم
جورج أودوم أعطت بناء بسيط ملحوظ φ التي تنطوي على مثلث متساوي الأضلاع: إذا هو منصوص عليه مثلث متساوي الأضلاع في دائرة والجزء الخط الواصل بين نقاط المنتصف من الجانبين يتم إنتاج لتتقاطع دائرة في أي من نقطتين، ثم هذه النقاط الثلاث هي في نسبة ذهبية. هذه النتيجة هي نتيجة مباشرة لنظرية الأوتار المتقاطعة ويمكن استخدامها لبناء خماسي منتظم، وهو بناء جذب انتباه مقياس الهندسة الكندي الشهير سكوت ماكدونالد كوكستر الذي نشره باسم Odom كرسم تخطيطي في الرياضيات الأمريكية الشهرية مصحوبًا به كلمة واحدة «ها!» 

#### نجمة خماسية

نجمة خماسية ملونة لتمييز أجزاء خطها بأطوال مختلفة. الأطوال الأربعة في النسبة الذهبية لبعضها البعض.

تلعب النسبة الذهبية دورًا مهمًا في هندسة الخماسي. كل تقاطع للحواف يقسم حواف أخرى في النسبة الذهبية. أيضا، فإن نسبة طول الجزء أقصر إلى الجزء يحدها من قبل اثنين من تقاطع حواف (جانب من البنتاغون في مركز النجم الخماسي) هو φ كما يظهر في الشكل أربعة ألوان.
يشتمل الخماسي على عشرة مثلثات متساوية الساقين: خمسة مثلثات حادة وخمسة منفرجة متساوية الساقين. في كل منهم، نسبة الضلع الأطول إلى الضلع الأقصر هي φ . المثلثات الحادة هي مثلثات ذهبية. مثلثات متساوية الساقين منفرجة هي عقرب ذهبية.

#### نظرية بطليموس

يمكن حساب النسبة الذهبية في البنتاغون العادي باستخدام نظرية بطليموس.

يمكن تأكيد خصائص النسبة الذهبية للبنتاغون المنتظم عن طريق تطبيق نظرية بطليموس على الشكل الرباعي الذي يتكون من إزالة أحد رؤوسه. إذا كانت الحافة الطويلة للشكل الرباعي وأقطارها ب، والحواف القصيرة أ، فإن نظرية بطليموس تعطي ب 2 = أ 2 + AB الذي ينتج
{\displaystyle {b \over a}={{1+{\sqrt {5}}} \over 2}.}

#### تحجيم المثلثات
ضع في اعتبارك مثلثًا له أطوال أطوال أ، ب، ج بترتيب تنازلي. حدد «حجم» المثلث ليكون الأصغر من النسبتين أ / ب و ب / ج . وscalenity هو دائما أقل من φ ويمكن أن يتم في أقرب وقت المطلوب φ 

#### مثلث تشكل جوانبه تدرجًا هندسيًا
إذا كانت أطوال أضلاع المثلث تشكل تقدمًا هندسيًا وكانت في النسبة 1 : ص: ص 2، حيث r هي نسبة المشتركة، ثم ص يجب أن تكمن في φ مجموعة -1 <ص φ والتي هي نتيجة ل عدم المساواة مثلث (مجموع أي الجانبين من مثلث يجب أن تكون أكبر بدقة من طول الضلع الثالث). إذا ص = φ ثم الجانبين أقصر هي 1 و φ لكن مجموعهما هو φ 2، وبالتالي ص φ تظهر عملية حسابية مماثلة أن r > φ −1. مثلث أضلاعه في النسبة 1 : √في : φ هو مثلث قائم الزاوية (لأن 1 + φ = φ 2) يُعرف بمثلث كبلر.

#### المثلث الذهبي، المعين، ثلاثي السطوح المعيني

أحد المعينين ثلاثي السطوح

جميع وجوه الترياكونتاهيدرون المعينية هي ذهبية معينية

المعين الذهبي هو المعين الذي تكون أقطاره في النسبة الذهبية. ثلاثي السطوح المعين هو متعدد الأشكال ومحدب له خاصية خاصة جدًا: جميع وجوهه عبارة عن معينية ذهبية. في المثلث السطوح المعيني، تكون الزاوية ثنائية السطوح بين أي معينين متجاورين هي 144 درجة، وهو ضعف الزاوية المتساوية الساقين في المثلث الذهبي وأربعة أضعاف الزاوية الأكثر حدة.

### العلاقة مع متوالية فيبوناتشي

لولب فيبوناتشي يقترب من اللولب الذهبي، باستخدام أحجام مربعات متتالية فيبوناتشي تصل إلى 34. يتم رسم اللولب بدءًا من المربع الداخلي 1 × 1 ويستمر للخارج إلى مربعات أكبر على التوالي.

إن رياضيات النسبة الذهبية ومتوالية فيبوناتشي مترابطة بشكل وثيق. تسلسل فيبوناتشي هو:
1، 1، 2، 3، 5، 8، 13، 21، 34، 55، 89، 144، 233، 377، 610، 987. . .
يتضمن التعبير المغلق لتسلسل فيبوناتشي النسبة الذهبية:

كسورية مربعة ذهبية

{\displaystyle F\left(n\right)={{\varphi ^{n}-(1-\varphi )^{n}} \over {\sqrt {5}}}={{\varphi ^{n}-(-\varphi )^{-n}} \over {\sqrt {5}}}.}

المربعات الذهبية مع T- المتفرعة

النسبة الذهبية هي حد نسب المصطلحات المتعاقبة في متوالية فيبوناتشي (أو أي متوالية تشبه فيبوناتشي)، كما أوضح كبلر:
{\displaystyle \lim _{n\to \infty }{\frac {F_{n+1}}{F_{n}}}=\varphi .} بمعنى آخر، إذا كان رقم فيبوناتشي مقسومًا على سابقه المباشر في التسلسل، فإن حاصل القسمة يقارب φ ؛ على سبيل المثال، 987/610 ≈ 1.6180327868852. هذه هي تقريبية بالتناوب الدنيا والعليا من φ وتتقارب إلى φ مع تزايد أعداد فيبوناتشي، و:
{\displaystyle \sum _{n=1}^{\infty }|F_{n}\varphi -F_{n+1}|=\varphi .}
بشكل عام:
{\displaystyle \lim _{n\to \infty }{\frac {F_{n+a}}{F_{n}}}=\varphi ^{a},}
حيث أعلاه، فإن نسب المصطلحات المتتالية لسلسلة فيبوناتشي، هي حالة متى {\displaystyle a=1.}
علاوة على ذلك، فإن القوى المتعاقبة لـ φ تخضع لتكرار فيبوناتشي:
{\displaystyle \varphi ^{n+1}=\varphi ^{n}+\varphi ^{n-1}.}
هذه الهوية تسمح أي متعدد الحدود في φ أن تنخفض إلى التعبير الخطي. فمثلا:
{\displaystyle {\begin{aligned}3\varphi ^{3}-5\varphi ^{2}+4&=3(\varphi ^{2}+\varphi )-5\varphi ^{2}+4\\&=3[(\varphi +1)+\varphi ]-5(\varphi +1)+4\\&=\varphi +2\approx 3.618.\end{aligned}}}
يمكن تحقيق الاختزال إلى تعبير خطي في خطوة واحدة باستخدام العلاقة
{\displaystyle \varphi ^{k}=F_{k}\varphi +F_{k-1},}
أين {\displaystyle F_{k}} هو k th رقم فيبوناتشي.
ومع ذلك، فهذه ليست خاصية خاصة لـ φ، لأنه يمكن تقليل كثيرات الحدود في أي حل x لمعادلة تربيعية بطريقة مماثلة، من خلال تطبيق:
{\displaystyle x^{2}=ax+b}
بالنسبة للمعاملات المعطاة أ، ب بحيث تحقق س المعادلة. حتى أكثر عموما، أي دالة كسرية (مع معاملات عقلانية) من جذر ن متعدد الحدود غير القابل للاختزال درجة عشر، على rationals يمكن خفضها إلى متعدد الحدود من الدرجة n ‒ 1. مصاغة من حيث نظرية المجال، إذا كانت α جذرًا لكثير حدود من الدرجة n غير القابلة للاختزال، إذن {\displaystyle \mathbb {Q} (\alpha )} درجة ن أكثر {\displaystyle \mathbb {Q} } مع الأساس {\displaystyle \{1,\alpha ,\dots ,\alpha ^{n-1}\}.}

### تناظرات
النسبة الذهبية والنسبة الذهبية المعكوسة {\displaystyle \varphi _{\pm }=(1\pm {\sqrt {5}})/2} لديها مجموعة من التناظرات التي تحافظ عليها وتربطها. كلاهما محفوظ من خلال التحويلات الخطية الجزئية {\displaystyle x,1/(1-x),(x-1)/x,} - هذه الحقيقة تتوافق مع الهوية وتعريف المعادلة التربيعية. علاوة على ذلك، يتم تبادلهم بواسطة الخرائط الثلاث {\displaystyle 1/x,1-x,x/(x-1)} - هم متبادلون، متماثلون {\displaystyle 1/2}، و (بشكل إسقاطي) متماثل حوالي 2.
بشكل أعمق، تشكل هذه الخرائط مجموعة فرعية من المجموعة المعيارية {\displaystyle \operatorname {PSL} (2,\mathbf {Z} )} متماثل للمجموعة المتماثلة في 3 أحرف، {\displaystyle S_{3},} المقابلة لمثبت المجموعة {\displaystyle \{0,1,\infty \}} من 3 نقاط قياسية على خط الإسقاط، وتتوافق التماثلات مع خريطة حاصل القسمة {\displaystyle S_{3}\to S_{2}} - المجموعة الفرعية {\displaystyle C_{3}<S_{3}} تتكون من 3 دورات والهوية {\displaystyle ()(01\infty )(0\infty 1)} يُصلح الرقمين، بينما تتبادل الدورتان هاتين، وبالتالي تتحقق الخريطة.

### خصائص أخرى
النسبة الذهبية لها أبسط تعبير (وأبطأ تقارب) كتوسيع كسر مستمر لأي عدد غير نسبي (انظر الصيغ البديلة أعلاه). ولهذا السبب، فهي واحدة من أسوأ حالات نظرية تقريب لاغرانج وهي حالة متطرفة لعدم مساواة هورويتز لتقديرات ديوفانتين. قد يكون هذا هو السبب في ظهور الزوايا القريبة من النسبة الذهبية في كثير من الأحيان في النمو النباتي (نمو النباتات).
يؤدي تعريف كثير الحدود التربيعي والعلاقة المرافقة إلى قيم عشرية تشترك في φ الكسري مع φ :
{\displaystyle \varphi ^{2}=\varphi +1=2.618\dots }
{\displaystyle {1 \over \varphi }=\varphi -1=0.618\dots .} يحتوي تسلسل قوى φ على هذه القيم 0.618 ... 1.0، 1.618 ... 2.618 ... ؛ بشكل عام، فإن أي قوة لـ φ تساوي مجموع القوتين السابقتين مباشرة:
{\displaystyle \varphi ^{n}=\varphi ^{n-1}+\varphi ^{n-2}=\varphi \cdot \operatorname {F} _{n}+\operatorname {F} _{n-1}.} ونتيجة لذلك، يمكن للمرء أن تتحلل بسهولة أي قوة φ إلى مضاعفات φ وثابت. المضاعف والثابت هما دائمًا أرقام فيبوناتشي متجاورة. يؤدي هذا إلى خاصية أخرى للقوى الإيجابية لـ φ :
إذا {\displaystyle \lfloor n/2-1\rfloor =m}، ثم:
{\displaystyle \!\ \varphi ^{n}=\varphi ^{n-1}+\varphi ^{n-3}+\cdots +\varphi ^{n-1-2m}+\varphi ^{n-2-2m}}
{\displaystyle \!\ \varphi ^{n}-\varphi ^{n-1}=\varphi ^{n-2}.} عند استخدام النسبة الذهبية كأساس ل نظام الأرقام (انظر قاعدة النسبة الذهبية، يلقب في بعض الاحيان phinary أو φ -nary)، كل عدد صحيح لديه تمثيل تنتهي، على الرغم من φ يجري غير منطقي، ولكن كل جزء يحتوي على تمثيل إنهاء غير.
النسبة الذهبية هي وحدة أساسية في حقل العدد الجبري {\displaystyle \mathbb {Q} ({\sqrt {5}})} وهو رقم Pisot – Vijayaraghavan . في الحقل {\displaystyle \mathbb {Q} ({\sqrt {5}})} لدينا {\displaystyle \varphi ^{n}={{L_{n}+F_{n}{\sqrt {5}}} \over 2}}، أين {\displaystyle L_{n}} هل {\displaystyle n} رقم لوكاس.
تظهر النسبة الذهبية أيضًا في الهندسة الزائدية، مثل المسافة القصوى من نقطة على جانب واحد من مثلث مثالي إلى أقرب الجانبين الآخرين: هذه المسافة، طول ضلع المثلث متساوي الأضلاع الذي يتكون من نقاط التماس a الدائرة المدرجة داخل المثلث المثالي، هي {\displaystyle 4\log(\varphi )}.
تظهر النسبة الذهبية في نظرية الوظائف المعيارية أيضًا. دع
{\displaystyle R(q)={\cfrac {q^{1/5}}{1+{\cfrac {q}{1+{\cfrac {q^{2}}{1+{\cfrac {q^{3}}{1+\ddots }}}}}}}}.}
ثم
{\displaystyle R(e^{-2\pi })={\sqrt {\varphi {\sqrt {5}}}}-\varphi ,\quad R(e^{-2\pi {\sqrt {5}}})={\frac {\sqrt {5}}{1+\left(5^{\frac {3}{4}}(\varphi -1)^{\frac {5}{2}}-1\right)^{\frac {1}{5}}}}-\varphi .}

أيضا إذا {\displaystyle a,b\in \mathbb {R} ^{+}} و {\displaystyle ab=\pi ^{2}}، ثم 
{\displaystyle (R(e^{-2a})+\varphi )(R(e^{-2b})+\varphi )=\varphi {\sqrt {5}}.}

### توسيع عشري
يمكن حساب التوسع العشري للنسبة الذهبية مباشرة من التعبير
{\displaystyle \varphi ={1+{\sqrt {5}} \over 2}}
مع √5 2.2360679774997896964 OEIS : A002163 . يمكن حساب الجذر التربيعي للرقم 5 بالطريقة البابلية، بدءًا بتقدير أولي مثل x φ = 2 والتكرار
{\displaystyle x_{n+1}={\frac {(x_{n}+5/x_{n})}{2}}}
بالنسبة إلى n = 1، 2، 3... حتى يصبح الفرق بين x n و x n −1 صفرًا، إلى العدد المطلوب من الأرقام.
تعادل الخوارزمية البابلية لـ √5 طريقة نيوتن لحل المعادلة × 2 - 5 = 0. في شكلها الأكثر عمومية، يمكن تطبيق طريقة نيوتن مباشرة على أي معادلة جبرية، بما في ذلك المعادلة × 2 - x - 1 = 0 التي تحدد النسبة الذهبية. يعطي هذا تكرارًا يتقارب مع النسبة الذهبية نفسها،
{\displaystyle x_{n+1}={\frac {x_{n}^{2}+1}{2x_{n}-1}},}
للحصول على تقدير أولي مناسب x φ مثل x φ = 1. الطريقة الأسرع قليلاً هي إعادة كتابة المعادلة كـ x - 1 - 1 / س = 0، وفي هذه الحالة يصبح تكرار نيوتن
{\displaystyle x_{n+1}={\frac {x_{n}^{2}+2x_{n}}{x_{n}^{2}+1}}.} كل هذه التكرارات تتلاقى بشكل تربيعي؛ أي أن كل خطوة تضاعف تقريبًا عدد الأرقام الصحيحة. وبالتالي، من السهل نسبيًا حساب النسبة الذهبية بدقة عشوائية. الوقت اللازم لحساب عدد n من النسبة الذهبية يتناسب مع الوقت اللازم لقسمة رقمين من رقم n . هذا أسرع بكثير من الخوارزميات المعروفة للأرقام المتعالية π وe .
من البدائل التي تتم برمجتها بسهولة باستخدام الحساب الصحيح فقط حساب رقمين متتاليين من أرقام فيبوناتشي وتقسيمهما. نسبة أرقام فيبوناتشي F 25001 و F 25000، كل منها يزيد عن 5000 رقم، ينتج أكثر من 10000 رقم مهم من النسبة الذهبية.
تم حساب التوسع العشري للنسبة الذهبية φ  بدقة تصل إلى تريليوني (2 = 2,000,000,000,000) رقم.

## الاهرام

يتم تحديد الهرم المربع المنتظم من خلال مثلثه الأيمن الإنسي، والذي تكون حوافه هي شكل الهرم (أ)، وشبه القاعدة (ب)، والارتفاع (ح) ؛ يتم تمييز زاوية ميل الوجه أيضًا. النسب الرياضية ب: ح: أ من و و ذات أهمية خاصة فيما يتعلق بالأهرامات المصرية.

يمكن تحليل كل من الأهرامات المصرية والأهرامات المربعة العادية التي تشبهها فيما يتعلق بالنسب الذهبية والنسب الأخرى.

### الأهرامات الرياضية
الهرم الذي يكون فيه apothem (الارتفاع المائل على طول منصف الوجه) يساوي φ مرة نصف القاعدة (نصف عرض القاعدة) يسمى أحيانًا الهرم الذهبي . يمكن إنشاء المثلث متساوي الساقين الذي يمثل وجه مثل هذا الهرم من نصفي مستطيل ذهبي منقسم قطريًا (بحجم شبه قاعدي من خلال apothem)، وينضم إلى الحواف متوسطة الطول لتكوين apothem. ارتفاع هذا الهرم {\displaystyle {\sqrt {\varphi }}} ضرب شبه القاعدة (أي ميل الوجه هو {\displaystyle {\sqrt {\varphi }}})؛ مربع الارتفاع يساوي مساحة الوجه، φ في مربع شبه القاعدة.
المثلث الإنسي الأيمن لهذا الهرم «الذهبي» (انظر الشكل)، مع جوانب {\displaystyle 1:{\sqrt {\varphi }}:\varphi } مثير للاهتمام في حد ذاته، مما يدل على العلاقة من خلال نظرية فيثاغورس {\displaystyle {\sqrt {\varphi }}={\sqrt {\varphi ^{2}-1}}} أو {\displaystyle \varphi ={\sqrt {1+\varphi }}} . مثلث كبلر هذا  هو النسبة الوحيدة للمثلث الأيمن التي لها أطوال حواف في التقدم الهندسي،  تمامًا كما أن المثلث 3–4–5 هو نسبة المثلث الأيمن الوحيد مع أطوال الحافة في التدرج الحسابي. الزاوية مع الظل {\displaystyle {\sqrt {\varphi }}} يتوافق مع الزاوية التي يصنعها جانب الهرم بالنسبة إلى الأرض، 51.827 ... درجة (51 ° 49 '38 ").
شكل هرمي مشابه تقريبًا، ولكن بنسب منطقية، موصوف في بردية ريند الرياضية (مصدر جزء كبير من المعرفة الحديثة للرياضيات المصرية القديمة)، استنادًا إلى المثلث 3: 4: 5 ؛  منحدر الوجه المقابل للزاوية ذات المماس 4/3 هو، لأقرب منزلتين عشريتين، 53.13 درجة (53 درجة و 8 دقائق). ارتفاع الميل هو 5/3 أو 1.666 ... أضعاف شبه القاعدة. تحتوي بردية Rhind أيضًا على مشكلة هرمية أخرى، ومرة أخرى بمنحدر منطقي (يُعبر عنه بالدور فوق الارتفاع). لم تتضمن الرياضيات المصرية فكرة الأعداد غير المنطقية،  واستخدم المنحدر العكسي المنطقي (الركض / الارتفاع، مضروبًا في 7 للتحويل إلى وحداتهم التقليدية من النخيل لكل ذراع) في بناء الأهرامات.
هرم رياضي آخر بنسب مماثلة تقريبًا للهرم «الذهبي» هو الهرم الذي محيطه يساوي 2 π ضعف الارتفاع، أو h: b = 4: π . تبلغ زاوية هذا المثلث 51.854 درجة (51 درجة 51 بوصة)، وهي قريبة جدًا من 51.827 درجة لمثلث كبلر. تتوافق هذه العلاقة الهرمية مع علاقة مصادفات رياضية {\displaystyle {\sqrt {\varphi }}\approx 4/\pi } .
الأهرامات المصرية متقاربة جدا بما يتناسب مع هذه الأهرامات الرياضية المعروفة.

### الاهرامات المصرية

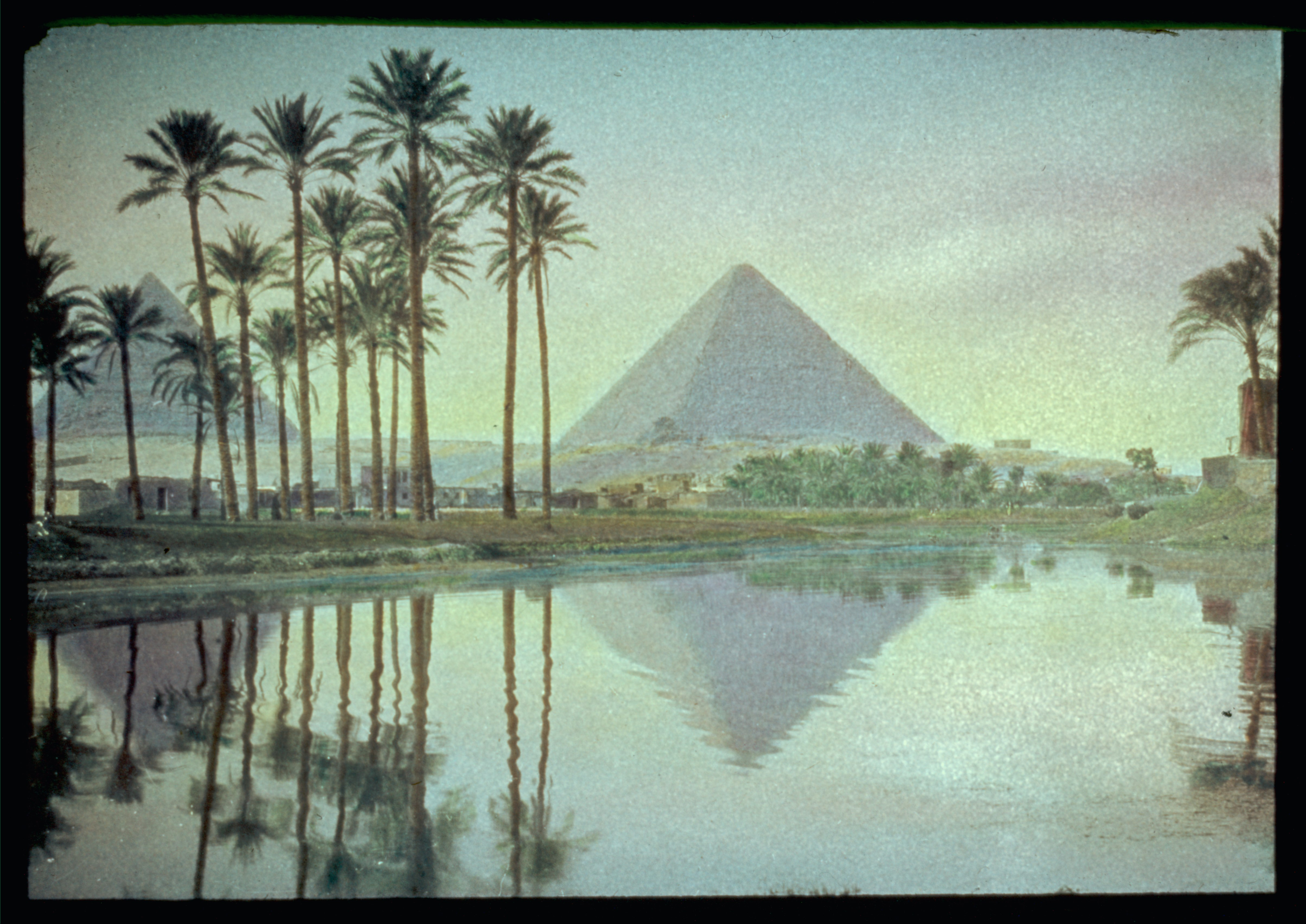
الهرم الأكبر بالجيزة

أحد الأهرامات المصرية القريبة من «الهرم الذهبي» هو الهرم الأكبر بالجيزة (المعروف أيضًا باسم هرم خوفو أو خوفو). منحدره البالغ 51 درجة 52 'قريب من ميل الهرم «الذهبي» عند 51 درجة 50' - وحتى أقرب إلى ميل الهرم القائم على π البالغ 51 درجة 51 '. ومع ذلك، تم العثور على العديد من النظريات الرياضية الأخرى لشكل الهرم الأكبر، استنادًا إلى المنحدرات المنطقية، على أنها تفسيرات أكثر دقة وأكثر منطقية لمنحدر 51 درجة 52 '.
في منتصف القرن التاسع عشر، ودرس فريدريش ROBER الأهرامات المصرية المختلفة بما في ذلك تلك التي خفرع، منقرع، وبعض الجيزة، سقارة، وأبوصير المجموعات. لم يطبق النسبة الذهبية على الهرم الأكبر في الجيزة، لكنه وافق بدلاً من ذلك مع جون شاي بيرنج على أن نسبة الجانب إلى الارتفاع هي 8: 5. بالنسبة لجميع الأهرامات الأخرى، طبق القياسات المتعلقة بمثلث كبلر، وادعى أن أطوال أضلاعها الكاملة أو نصفها مرتبطة بارتفاعها من خلال النسبة الذهبية.
في عام 1859، أساء عالم الهرم جون تايلور تفسير هيرودوت (c. 440 BC) على أنه يشير إلى أن مربع ارتفاع الهرم الأكبر يساوي مساحة أحد مثلثات وجهه.  أدى ذلك إلى ادعاء تايلور أنه في الهرم الأكبر، يتم تمثيل النسبة الذهبية بنسبة طول الوجه (ارتفاع المنحدر، يميل بزاوية θ على الأرض) إلى نصف الطول من ضلع القاعدة المربعة (ما يعادل قاطع الزاوية θ). 186.4 متر (612 قدم) أعلاه 186.4 متر (612 قدم) حوالي 186.4 متر (612 قدم) و 115.2 متر (378 قدم) ، على التوالي.  نسبة هذه الأطوال هي النسبة الذهبية، وهي دقيقة لأرقام أكثر من أي من القياسات الأصلية. وبالمثل، أفاد هوارد فايس بارتفاع الهرم الأكبر 148.2 متر (486 قدم)، ونصف القاعدة 116.4 متر (382 قدم)، مما ينتج عنه 1.6189 لنسبة الارتفاع المائل إلى نصف القاعدة، مرة أخرى أكثر دقة من تقلب البيانات.
ادعى إريك تمبل بيل، عالم الرياضيات والمؤرخ، في عام 1950 أن الرياضيات المصرية لن تدعم القدرة على حساب الارتفاع المائل للأهرامات، أو النسبة إلى الارتفاع، باستثناء حالة الهرم 3: 4: 5، منذ ذلك الحين كان المثلث 3: 4: 5 هو المثلث القائم الزاوية الوحيد المعروف للمصريين ولم يعرفوا نظرية فيثاغورس، ولا بأي طريقة للتفكير حول اللاعقلانية مثل π أو φ. تتطابق أمثلة المشكلات الهندسية لتصميم الهرم في بردية Rhind مع منحدرات منطقية مختلفة.
يؤكد مايكل رايس  أن المراجع الرئيسية في تاريخ العمارة المصرية جادلت بأن المصريين كانوا على دراية جيدة بالنسبة الذهبية وأنها جزء من رياضيات الأهرامات، مستشهدين بجيدون (1957). ناقش مؤرخو العلوم منذ فترة طويلة ما إذا كان لدى المصريين أي معرفة من هذا القبيل، معتبرين أن ظهوره في الهرم الأكبر هو نتيجة الصدفة.

## قيمتها العددية

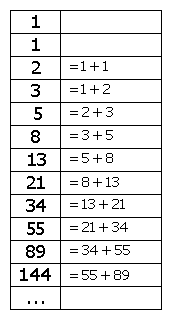

قيمة الرقم الذهبي الدقيقة هي {\displaystyle \varphi ={\frac {1+{\sqrt {5}}}{2}}} كما يمكن إثبات أنّ قيمتها {\displaystyle 2\cos(36^{\circ })\,} أيضا ولإيجاد قيمة تقريبية لهذا الرقم يمكننا استعمال آلة حاسبة. قيمة {\displaystyle \varphi } التقريبية هي 1.618 ولكن عدد الأرقام العشرية لا متناهية ولا يمكن توقّعها أو التكهن بها.
ويمكننا أيضا اعتماد متوالية أو «سلسلة فيبوناتشي» للاقتراب من الرقم الذهبي، وقد تم وضع هذه المتوالية في العصر الوسيط على يد عالم الرياضيات الإيطالي ليوناردو دا بيزّا (نسبة إلى بيزّا المدينة الإيطالية) المسمّى «فيبوناتشي»، لدراسة تكاثر الأرانب.
وأول رقمين في هذه السلسلة هما 1. ولإيجاد مختلف عناصرها، نجمع العنصرين السابقين. فنحصل بالتالي على السلسلة التالية :
و بقسمة كل عنصر على سابقه (بداية من الـ1 الثاني)، نقترب شيئا فشيئاً من الرقم الذهبي
و في النهاية، يمكننا اعتماد هذا الكسر المستمر لإيجاد قيمة قريبة من قيمة φ:
{\displaystyle \varphi ={\sqrt {1+{\sqrt {1+{\sqrt {1+{\sqrt {1+\cdots }}}}}}}}.}

## الاستفادة منها

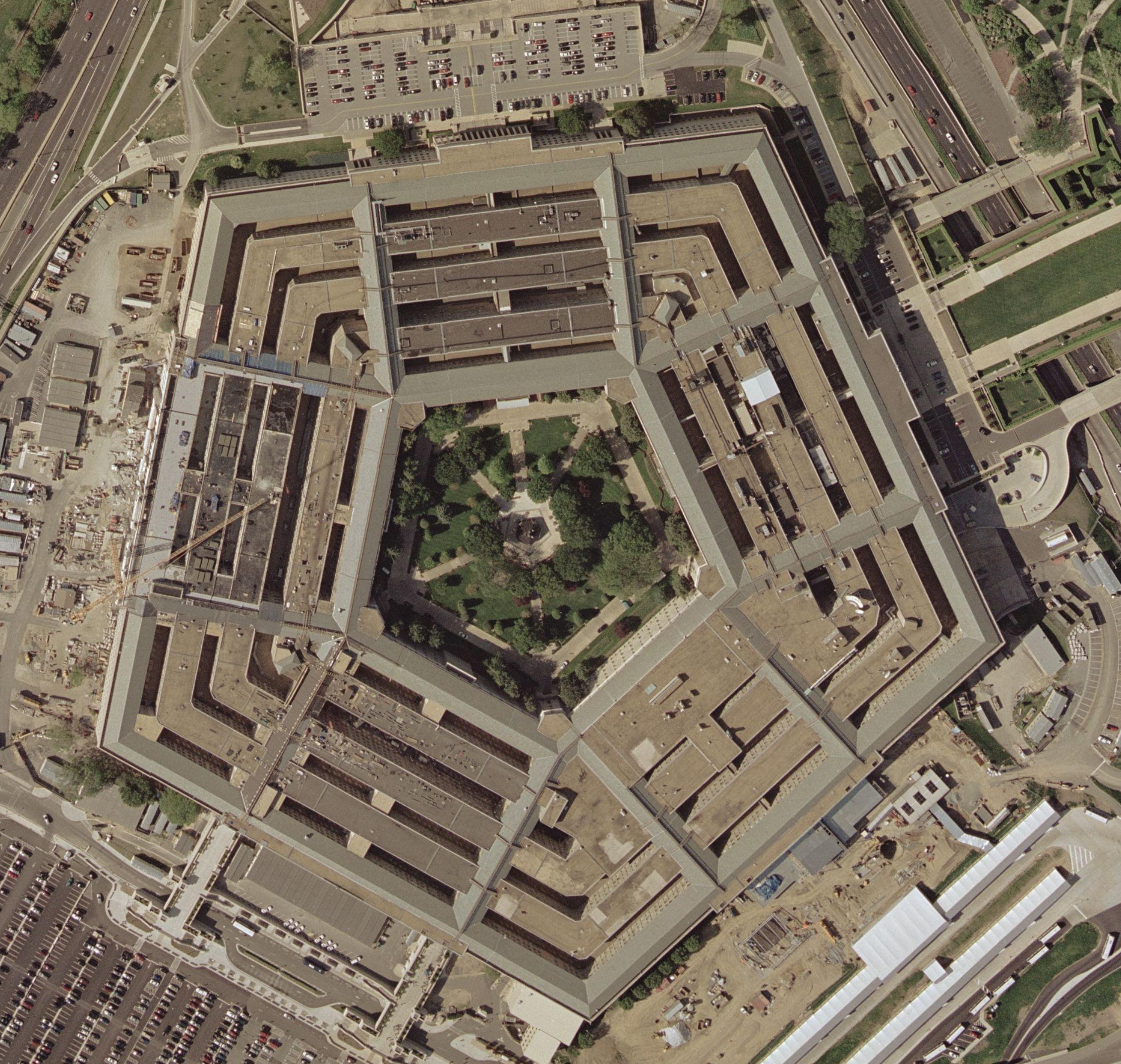
صورة جوية للبنتاغون، يظهر فيه المخمس، حيث نسبة طول الوتر إلى طول الضلع يساوي النسبة الذهبية

الرقم الذهبي معروف على الأرجح منذ عصور ما قبل التاريخ. فقد أستعمله مهندسون وفنانون كثيرون منذ العصور القديمة. فمثلا هرم «خوفو»، المبني في سنة 2800 ق.م. تقريبا، يظهر أن مهندسه استعمل الرقم الذهبي وكذلك شأن مبنى «البارثينون» بأثينا، الذي تم بناؤه في القرن الخامس ق.م وأيضا يوجد إشارة إلى هذه النسبة في بناء أهرامات الجيزة في مصر.
وفي عصر النهضة، استعمل العديد من الرسّامين (مثل «بييرو ديلاّ فرانشيسكا» أو «ليوناردو دا فينشي») المظاهر الجمالية المرتبطة بالرقم الذهبي في لوحاتهم. وقد أبرز «دا فينشي» كذلك كتابا يبيّن الخصائص الرياضية والجمالية والعجيبة للرقم الذهبي ويسمى هذا الكتاب " "De divina proportio (أو التناسب الإلهي) وقد ألفه كاهن إيطالي اسمه «فرا لوكا باشيولي».
و يظهر الرقم الذهبي كذلك في ميدان الموسيقى ذلك أن صانع الكمانات الإيطالي «أنتونيو ستراديفاري» (و اشتهر «ستراديفاريوس») استخدم هو الآخر هذا الرقم في صنع كماناته الشهيرة مع نهاية القرن السابع عشر للميلاد.
و في القرن العشرين، أهتم العديد من المهندسين والرسامين بالرقم الذهبي في إنجازاتهم، وبالخصوص المهندس الفرنسي «لو كوربيسيي» والرسّام الإسباني «سلفادور دالي».
ورغم الأقوال بوجود استخدام للنسبة الذهبية في بعض المباني غير أن كثيراً منها هي أما مقاربات بعيدة عن النسبة الذهبية، أو أنها غير موجودة ببساطة كما في المعبد اليوناني الذي ثبت عدم وجود النسبة الذهبية فيه، فضلاً عن وجود نسب أخرى تُستخدم بكثرة من قبل المعماريين لكنها غير مشهورة.
ويدعي البعض انه يستخدم أيضًا في الأسواق المالية وأسواق العملات والمعادن، بل هو من أهم الأدوات المستخدمة في التحليل الفني لتلك الأسواق؛ فعندما تقوم أسعار الأوراق المالية - أو العملات أو المعادن - بتصحيح مسارها (بمعنى أن تنخفض بعد اتجاه صعودي، أو ترتفع بعد اتجاه هبوطي) يقوم المحللون الفنيون لتلك الأسواق بحساب نسب ارتدادات الأسعار (أي تحديد مدى ذلك الارتفاع أو الانخفاض)، وتلك النسب كلها مشتقة من الرقم الذهبي بحسب الادعاءات ولكن لا توجد أي أدلة على ادعاءات مماثلة.

## خصائصها
بالإضافة إلى ميزاته الجمالية، فإن الرقم الذهبي يمتاز بخاصية جبريّة مهمّة، إذ أنه يكفي أن تضيف إليه 1 لتجد مربّعه (أي {\displaystyle \varphi \times \varphi }). وبعبارة أخرى فإن :
{\displaystyle \varphi ^{2}=\varphi +1}
و هذه الصيغة الأخيرة هي الصيغة العامة لتعريف الرقم الذهبي.
و هناك خاصية أخرى تنجرّ عن السابقة وهي أنه يكفي أن ننقص الرقم الذهبي من 1 حتى نجد مقلوبه (أي {\displaystyle 1 \over \varphi }) وبالتالي فإن :
1 -{\displaystyle {1 \over \varphi }=\varphi }
بصورة عامة، يمكن القول أنَّ : {\displaystyle \varphi ^{n}=\varphi ^{n-1}+\varphi ^{n-2}}
وأيضاً: {\displaystyle {\frac {n}{\varphi }}=n\varphi -n}
- أولاً: لإثبات أن {\displaystyle \varphi ^{2}=\varphi +1}

بما أن جداء طرفي كسرين متكافئين يساوي جداء وسطيه، فإن:
- ثانياً: إثبات أن {\displaystyle {\frac {1}{\varphi }}=\varphi -1} نثبت أن جداء الطرفين يساوي جداء الوسطين، فنثبت أن:

باختزال العلاقة السابقة:
نعوض {\displaystyle \varphi ^{2}=\varphi +1} فنحصل على:
فينتج من تساوي العلاقة السابقة أن جداء طرفي الكسر يساوي جداء وسطيه، وبالتالي تثبت صحة العلاقة: {\displaystyle {\frac {1}{\varphi }}=\varphi -1}
- ثالثا: إثبات أن {\displaystyle \varphi ^{n}=\varphi ^{n-1}+\varphi ^{n-2}} :

العلاقة السابقة صحيحة لأنه عند قسمة عددين ذوي أساسين متساويين فإن الناتج يكون نفس الأساس مرفوع إلى حاصل طرح الأسس
نضرب طرفي المعادلة بـ {\displaystyle \varphi ^{n-1}} فنحصل على القانون: {\displaystyle \varphi ^{n}=\varphi ^{n-1}+\varphi ^{n-2}}
- رابعاً: إثبات أن {\displaystyle {\frac {n}{\varphi }}=n\varphi -n}

## تجلياتها
يظهر الرقم الذهبي في العديد من الإنجازات الإنسانية، ولكن أيضا في الطبيعة بعض الأحيان وبشكل تقريبي مثل:

نجمة خماسية منتظمة، تكون نسبة طول ضلع النجمة إلى طول ضلع المخمس يساوي النسبة الذهبية.

- الشكل الهندسي لنجم البحر الذي يمتاز بشكل خماسي الأضلاع المتداخل.
- شكل قوقعة الحلزون الهندسي، وقد تم تفنيد هذا الظهور للنسبة الذهبية حيث الحلزون الذهبي هو واحد من الأرقام اللانهائية لأي خوارزمية حلزونية ممكنة ولا يشترط أن تكون النسبة الذهبية داخلة.[3]
- أو في زهرة دوار الشمس أو في حراشف الصنوبر («تفاح الصنوبر»).
- ويبدو أيضا أن خارج قسمة الطول الإجمالي لجسم الإنسان على ارتفاع السرة عن الأرض مساو، هو الآخر، للرقم الذهبي.

## الملاحظات المتنازع عليها
تتضمن أمثلة الملاحظات المتنازع عليها بشأن النسبة الذهبية ما يلي:

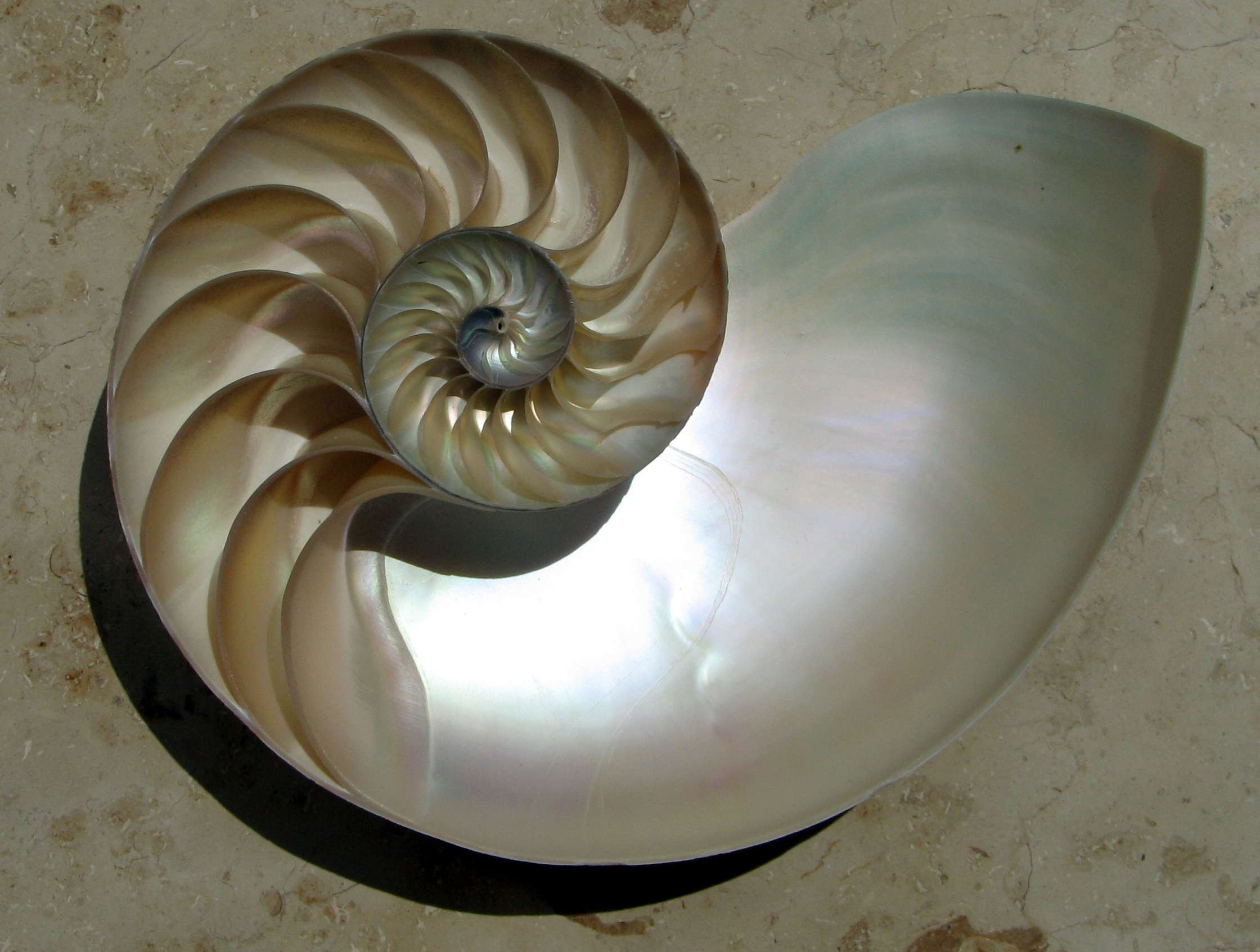
غالبًا ما يُزعم خطأً أن قذائف نوتيلوس كانت متناسبة مع الذهب.

- غالبًا ما يُزعم أن بعض النسب المحددة في أجسام العديد من الحيوانات (بما في ذلك البشر) [89][90] وأجزاء من أصداف الرخويات [5] في النسبة الذهبية. ومع ذلك، هناك تباين كبير في المقاييس الحقيقية لهذه العناصر في أفراد محددين، وغالبًا ما تختلف النسبة المعنية بشكل كبير عن النسبة الذهبية.[89] يقال إن نسبة عظام الكتائب المتتالية للأصابع وعظم المشط تقارب النسبة الذهبية.[90] غالبًا ما يتم الاستشهاد بقذيفة نوتيلوس، التي يتم بناؤها في لولب لوغاريتمي، عادةً بفكرة أن أي لولب لوغاريتمي مرتبط بالنسبة الذهبية، ولكن في بعض الأحيان مع الادعاء بأن كل غرفة جديدة تتناسب مع الذهب بالنسبة للحجرة السابقة واحد.[91] ومع ذلك، فإن قياسات قذائف نوتيلوس لا تدعم هذا الادعاء.[92]
- يقول المؤرخ جون مان إن كلاً من الصفحات ومنطقة النص في إنجيل جوتنبرج «كانت تستند إلى شكل القسم الذهبي». ومع ذلك، وفقًا للقياسات الخاصة به، فإن نسبة ارتفاع الصفحات إلى عرضها هي 1.45.[93]
- دراسات علماء النفس، بدءًا من Gustav Fechner c. تم ابتكار 1876، [94] لاختبار فكرة أن النسبة الذهبية تلعب دورًا في إدراك الإنسان للجمال. بينما وجد Fechner تفضيلًا لنسب المستطيل التي تركز على النسبة الذهبية، كانت المحاولات اللاحقة لاختبار هذه الفرضية بعناية، في أحسن الأحوال، غير حاسمة. [4] [38]
- في الاستثمار، يستخدم بعض الممارسين في التحليل الفني النسبة الذهبية للإشارة إلى دعم مستوى السعر، أو مقاومة ارتفاع أسعار الأسهم أو السلع ؛ بعد التغيرات الكبيرة في الأسعار صعودًا أو هبوطًا، من المفترض أن يتم العثور على مستويات دعم ومقاومة جديدة عند أو بالقرب من الأسعار المتعلقة بسعر البداية عبر النسبة الذهبية.[95] يرتبط استخدام النسبة الذهبية في الاستثمار أيضًا بأنماط أكثر تعقيدًا موصوفة بأرقام فيبوناتشي (على سبيل المثال مبدأ موجة إليوت وتصحيح فيبوناتشي). ومع ذلك، فقد نشر محللو السوق الآخرون تحليلات تشير إلى أن هذه النسب المئوية والأنماط لا تدعمها البيانات.[96]

### البارثينون

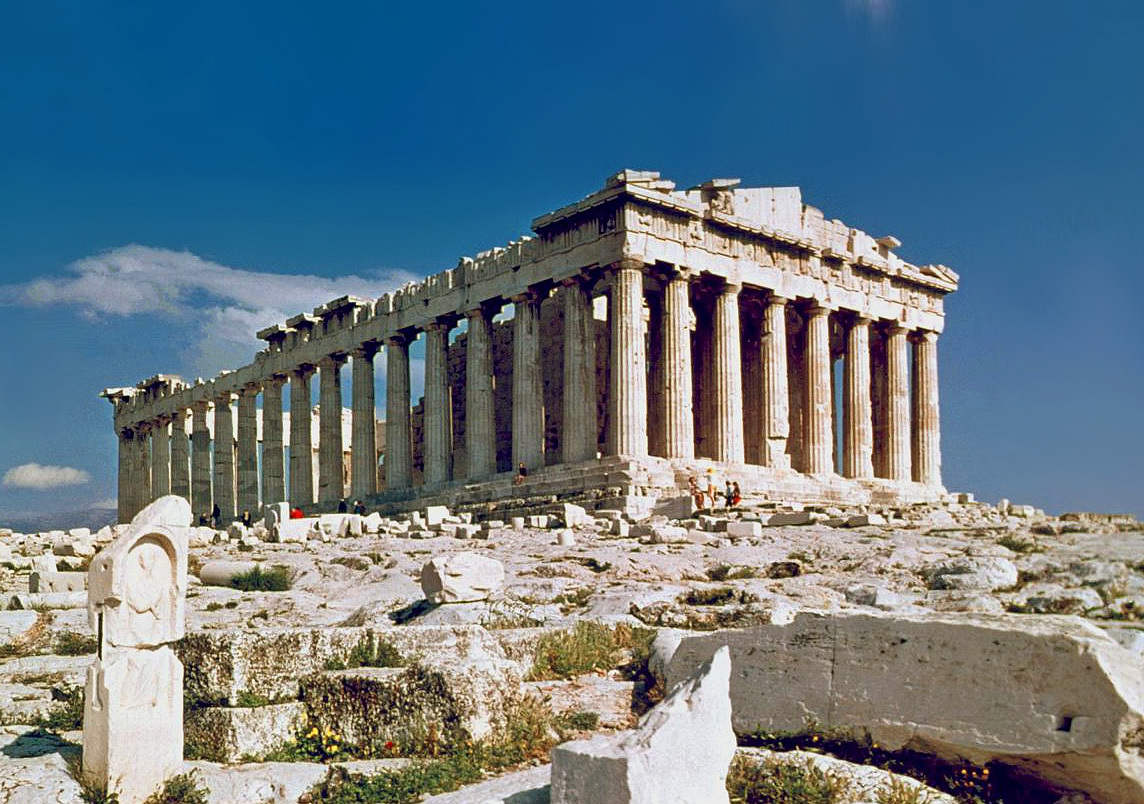
يُزعم أن العديد من نسب البارثينون تظهر النسبة الذهبية، لكن هذا قد فقد مصداقيته إلى حد كبير.

قال البعض إن واجهة البارثينون (حوالي 432 قبل الميلاد) وكذلك عناصر من واجهته وأماكن أخرى محصورة بمستطيلات ذهبية. ينكر علماء آخرون أن الإغريق كان لهم أي ارتباط جمالي مع النسبة الذهبية. على سبيل المثال، يقول كيث ديفلين، «بالتأكيد، التأكيد المتكرر في كثير من الأحيان على أن البارثينون في أثينا يعتمد على النسبة الذهبية لا تدعمه القياسات الفعلية. في الواقع، يبدو أن القصة الكاملة عن الإغريق والنسبة الذهبية بلا أساس». يؤكد مدحت ج. غازالي أنه «لم تتم دراسة الخصائص الرياضية للنسبة الذهبية حتى إقليدس ...».
من قياسات 15 معبدًا و 18 مقبرة ضخمة و 8 توابيت و 58 لوحة قبر من القرن الخامس قبل الميلاد إلى القرن الثاني الميلادي، خلص أحد الباحثين إلى أن النسبة الذهبية كانت غائبة تمامًا عن العمارة اليونانية الكلاسيكية في القرن الخامس قبل الميلاد، وتقريباً غائب خلال القرون الستة التالية. مصادر لاحقة مثل فيتروفيوس (القرن الأول BC) تناقش حصريًا النسب التي يمكن التعبير عنها بأعداد صحيحة، أي تناسبها على عكس النسب غير المنطقية.

### الفن الحديث
القسم الذهبي (القسم الذهبي) كان عبارة عن مجموعة من الرسامين والنحاتين والشعراء والنقاد المرتبطين بالتكعيبية والأورفية. نشط من عام 1911 إلى حوالي عام 1914، واعتمدوا الاسم على حد سواء لتسليط الضوء على أن التكعيبية تمثل استمرارًا لتقليد كبير، بدلاً من كونها حركة معزولة، وتكريمًا للتناغم الرياضي المرتبط بجورج سورات. لاحظ التكعيبيون في تناغمها، والهيكلة الهندسية للحركة والشكل، وأولوية الفكرة على الطبيعة، والوضوح العلمي المطلق للتصور. ومع ذلك، على الرغم من هذا الاهتمام العام بالانسجام الرياضي، يصعب تحديد ما إذا كانت اللوحات المعروضة في معرض Salon de la Section d'Or الشهير عام 1912 تستخدم النسبة الذهبية في أي تراكيب. ليفيو، على سبيل المثال، تدعي أنهم لم يفعلوا ذلك،  ومارسيل دوشامب قال ذلك في مقابلة. من ناحية أخرى، يشير أحد التحليلات إلى أن خوان جريس استفاد من النسبة الذهبية في تأليف الأعمال التي كان من المحتمل، ولكن ليس بشكل قاطع، عرضها في المعرض. جادل مؤرخ الفن دانييل روبينز أنه بالإضافة إلى الإشارة إلى المصطلح الرياضي، يشير اسم المعرض أيضًا إلى مجموعة Bandeaux d'Or السابقة، التي شارك فيها ألبرت جليز وأعضاء سابقون آخرون في Abbaye de Créteil (باي دي كريتيل.) 
قيل إن بيت موندريان استخدم القسم الذهبي على نطاق واسع في لوحاته الهندسية،  الرغم من أن خبراء آخرين (بما في ذلك الناقد إيف-آلان بوا) فقدوا مصداقية هذه الادعاءات. 

## وصلات خارجية
- Weisstein, Eric W. "نسبة ذهبية". MathWorld.
- Hazewinkel, Michiel, ed. (2001), "Golden ratio", Encyclopedia of Mathematics  [لغات أخرى]‏ (بالإنجليزية), Springer, ISBN:978-1-55608-010-4
- «القسم الذهبي» لمايكل شرايبر، مشروع Wolfram Demonstrations، 2007.
- Weisstein, Eric W. "Golden Ratio". MathWorld.